# Пожарище (Лужский район)
Пожарище — деревня в Оредежском сельском поселении Лужского района Ленинградской области.

## История
Деревня Пожарищи упоминается на карте Санкт-Петербургской губернии Ф. Ф. Шуберта 1834 года.

ПОЖАРИЩЕ — деревня, принадлежит: чиновнице 5-го класса Варваре Балле, число жителей по ревизии: 11 м. п., 10 ж. п.

княжне Афимье Елецкой, число жителей по ревизии: 7 м. п., 8 ж. п.

дворянке, девице Вере Екимовой, число жителей по ревизии: 25 м. п., 27 ж. п. (1838 год)

Как деревня Пожарища она отмечена на карте профессора С. С. Куторги 1852 года.

ПОЖАРИЩЕ — деревня госпожи Балле, по просёлочной дороге, число дворов — 11, число душ — 50 м. п. (1856 год)

Согласно X-ой ревизии 1857 года деревня Пожарище состояла из двух частей:

1-я часть: число жителей — 39 м. п., 34 ж. п. (из них дворовых людей — 3 м. п., 3 ж. п.) 
  
2-я часть: число жителей — 23 м. п., 14 ж. п. (из них дворовых людей — 5 м. п., 3 ж. п.)

ПОЖАРИЩЕ — деревня владельческая при озере Белом, число дворов — 13, число жителей: 18 м. п., 13 ж. п. (1862 год)

В 1870 году временнообязанные крестьяне деревни выкупили свои земельные наделы у Е. Н. Шамшиевой и стали собственниками земли.
Согласно подворной описи 1882 года, деревня Пожарище Бельского общества Бутковской волости состояла из двух частей:
 
1) бывшее имение Шамшиевой, 25 домов, 38 душевых наделов, семей — 20, число жителей — 49 м. п., 53 ж. п.; разряд крестьян — собственники.
  
2) бывшее имение Балле, 14 домов, 25 душевых наделов, семей — 12, число жителей — 28 м. п., 31 ж. п.; разряд крестьян — собственники.
В XIX — начале XX века деревня административно относилась к Бутковской волости 1-го земского участка 1-го стана Лужского уезда Санкт-Петербургской губернии.
По данным «Памятной книжки Санкт-Петербургской губернии» за 1905 год, деревня Пожарище входила в Бельское сельское общество.

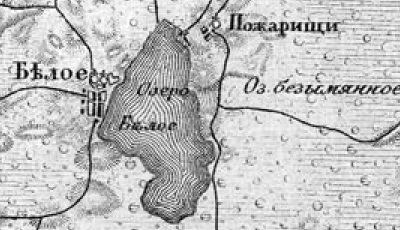
Деревня Пожарище на карте 1912 года

Согласно карте из «Исторического атласа Санкт-Петербургской Губернии» 1912 года деревня называлась Пожарищи.
С 1917 по 1927 год деревня Пожарище входила в состав Бельского сельсовета Бутковской волости Лужского уезда.
С 1927 года, в составе Оредежского района.
В 1928 году население деревни Пожарище составляло 168 человек.
По данным 1933 года деревня Пожарище входила в состав Бельского сельсовета Оредежского района.
C 1 августа 1941 года по 31 января 1944 года деревня находилась в оккупации.
С 1954 года, в составе Холмецкого сельсовета.
С 1957 года, в составе Бельского сельсовета.
С 1959 года, в составе Лужского района.
В 1965 году население деревни Пожарище составляло 48 человек.
По данным 1966 года деревня Пожарище также входила в состав Бельского сельсовета Лужского района.
По данным 1973 и 1990 годов деревня Пожарище входила в состав Тёсовского сельсовета.
По данным 1997 года в деревне Пожарище Тёсовской волости проживали 16 человек, в 2002 году — 9 человек (русские — 89 %).
В 2007 году в деревне Пожарище Тёсовского сельского поселения проживали 10 человек.
19 мая 2019 года деревня вошла в состав Оредежского сельского поселения.

## География
Деревня расположена в восточной части района к северу от автодороги 41К-662 (Оредеж — Тёсово-4 — Чолово).
Расстояние до административного центра поселения — 10 км.
Расстояние до ближайшей железнодорожной станции Оредеж — 10 км.
Деревня находится на северном берегу озера Белое.

## Демография
| 1838 | 1862 | 1965 | 1997 | 2007 | 2010 | 2017 |
| ---- | ---- | ---- | ---- | ---- | ---- | ---- |
| 88   | ↘31  | ↗48  | ↘16  | ↘10  | ↗11  | ↗12  |

## Достопримечательности
К югу от деревни Пожарище, на восточном берегу озера Белое, расположен комплексный памятник природы «Гора Крутуха», внесённый в «Красную книгу природы Ленинградской области» (Т. 1. СПб. 1999. С. 263). Здесь произрастает единственная в области дубрава с коротконожной сосной, осиново-дубовый лес со снытью и находятся овсецовые луга. В виде обширных куртин на всей площади горы встречается орхидея башмачок настоящий. Из животных встречается садовая соня, желтогорлая мышь, кобчик и пустельга.

## Улицы
Дачная.